# Langar
Langar – wieś w Anglii, w hrabstwie Nottinghamshire, w dystrykcie Rushcliffe. Leży 15 km na wschód od miasta Nottingham i 165 km na północ od Londynu.